# Buitenvrouw
Buitenvrouw is de Surinaams-Nederlandse term voor maîtresse. Het onderwerp is in de Surinaamse samenleving deels een taboe. 
In 1977 publiceerde de Surinaamse schrijver Frits Wols de novelle Buitenvrouw. In 1994 verscheen de roman De buitenvrouw, van de Nederlandse schrijver Joost Zwagerman, over de verhouding tussen een gehuwde blanke docent Nederlands, en een zwarte gymnastieklerares. Deze roman bereikte de longlist van de Libris Literatuur Prijs en zou in Nederland meer dan 250.000 exemplaren verkopen. Op basis van dit succes maakte Zwagerman in 2002 een tournee door Suriname, waar hij onder andere in Paramaribo optrad met Denise Jannah en Adriaan van Dis. Ook wordt het wel behandeld door de Surinaamse cabaretière Jetty Mathurin.